# Kota Ueda
Kota Ueda (Tokio, 9 mei 1986) is een Japans voetballer.

## Carrière
Kota Ueda speelde tussen 2005 en 2010 voor Júbilo Iwata. Hij tekende in 2011 bij Omiya Ardija.